# 안예슬
안예슬(1995년 10월 28일~)은 대한민국의 여자 가수이다. 2012년 엠넷의 음악 경연회 《슈퍼스타K 4》에 참여하여 TOP 9 안에 들었다. 《PRODUCE 101》에도 출연했다.

## 학력
- 치악고등학교 졸업
- 동아방송예술대학교 졸업

## 음반 목록

### 싱글
- "Real One - 걸었다" (2014)
- "그게 안돼" (2015)
- "Ily (아일리)" (2015)
- "냉정과 열정 사이" (2015)

### 참여 음반
- "전설 속의 누군가처럼" (2012, 슈퍼스타K4 TOP12 Part 1)
- "Sk8er Boi" (2012, 슈퍼스타K4 TOP12 Part 2)
- "SING A SONG" (2012, 슈퍼스타K4 It`s TOP 12)
- "사랑이 떠난다 (Love Leaves)" (2013, 투윅스 OST Part.2)
- "Night Delight" (2014, N.D(Night Delight) - Night Delight)
- "`Cause I`m Loving You" (2014, N.D(Night Delight) - `Cause I`m Loving You)
- "Love Warrior" (2015, N.D(Night Delight) - Love warrior)
- "때늦은 비는" (2016, 질풍기획 OST vol.1)
- "모르겠어" (2018, 차달래 부인의 사랑 OST Part.5)